# Muzeum korku
Muzeum korku v Palafrugellu ve Španělsku je muzeum věnované korkovému průmyslu v Katalánsku. Bylo založeno v roce 1972 a je součástí Sítě muzeí Costa Brava a Sítě místních muzeí Katalánska v provincii Girona.
Muzeum se nachází v modernistické továrně, která je situována kolem malého korkového lesa. Expozice zahrnuje audiovizuální prostor, cestu od korkového lesa přes tovární zpracování až po výrobu zátek, disků, papíru a aglomerátu. Dále zde najdeme experimentální a interaktivní prostory.

## Budova
Muzeum korku je rozděleno do tří částí. Dvě z nich jsou kulturní památky místního významu (Bé Cultural d’Interès Local – BCIL): průmyslové budovy a Cal Ganxó. Třetí částí je nově postavený přijímací pavilon, který slouží jako vstupní prostor, zázemí a sklad.

### Prostory muzea
- Stálá expozice – nachází se v přízemí a v prvním patře
- Výrobní prostor – expozice věnovaná výrobním procesům
- Vstupní hala – místo pro přivítání návštěvníků a obchod se suvenýry
- Prostor „Geminus“ – slouží pro workshopy
- Auditorium Miquel

## Historie
V roce 1972 založili archeolog Miquel Oliva a místní badatelé Joan Badia a Albert Recasens Muzeum Palafrugell. Na začátku 80. let bylo muzeum rozděleno – vznikl archiv města Palafrugell a nová specializace zaměřená výhradně na korkový průmysl.
V roce 1986 vznikl první konzervátorský prostor. V roce 1989 se Muzeum korku v Palafrugellu stalo součástí Národního muzea vědy a techniky Katalánska (mNACTEC). V roce 1991 byly otevřeny první stálé výstavní prostory v budově na ulici Tarongeta.
Dne 29. června 2012 bylo muzeum přestěhováno do nové budovy – modernistické korkové továrny Can Mario. Od té doby je největším korkovým muzeem na světě.

## Další spravované prostory
Muzeum korku rovněž spravuje:
- Informační centrum modernistického vodojemu Can Mario (Centre d’Interpretació del Dipòsit Modernista de Can Mario)[5]
- Památkový komplex Sant Sebastià de la Guarda (Conjunt Monumental de Sant Sebastià de la Guarda)[6]

Vodojem Can Mario sloužil k regulaci tlaku a zásobování vodou v továrně Can Mario. Je zapsán jako památka národního významu (Bé Cultural d’Interès Nacional – BCIN).
Komplex Sant Sebastià de la Guarda zahrnuje strážní věž, poustevnu z 18. století a maják z 19. století.
Muzeum nabízí komentované prohlídky, vzdělávací programy a návštěvy obou objektů.

### Dokumentační centrum
Muzeum vlastní sbírku 6 200 předmětů a slouží také jako významné dokumentační centrum korku, které již zpracovalo přes 2 000 dotazů.